# Risetenstock
De Risetenstock is een berg in de Urner Alpen met een hoogte van 2289 meter. De berg ligt op de grens van de Zwitserse kantons Nidwalden en Uri.
De top van de berg maakt deel uit van een lange bergkam, die van de twee kilometer ten westen gelegen Brisen tot de Oberbauenstock in het oosten verloopt. De Risetenstock is het op twee na hoogste punt van deze bergketen. Een andere top op deze rug is de Schalmis, ongeveer een kilometer ten noorden van de Risetenstock. Ten noorden van de berg bevindt zich het Brisenhaus en een deel van het skigebied Klewenalp.